# Imaginationland Episode II
Imaginationland Episode II of The Drying of the Balls is de 164e aflevering (#1111) en de elfde aflevering van het elfde seizoen van de Amerikaanse animatieserie South Park. Deze aflevering is aangekondigd voor 24 oktober 2007 op Comedy Central.
Het is het het tweede deel van een trilogie. De aflevering is een vervolg op Imaginationland. Het laatste deel van de trilogie is Imaginationland Episode III.

## Verhaal
De aflevering start met de uitspraak van "In de vorige aflevering van Battlestar Galactica" en dan worden de gebeurtenissen uit  Imaginationland samengevat. 
De aflevering zelf begint met Butters, die thuis ligt te slapen en wakker wordt. Hij vertelt over zijn 'droom' over Imaginationland. zijn vader zegt echter: "Je bent in Imaginationland. Dit is een droom." Dan wordt Butters wakker in Imaginationland waar het 'Kwaad' binnenkomt. Ze vermoorden vele goede figuren en de terroristen. De burgemeester wil Butters naar huis brengen maar wordt door Alien vermoord. Met zijn laatste woorden vertelt hij Butters, de Lollykoning en Snarf om naar kasteel Zonlicht te gaan.
Ondertussen worden Stan en Kyle vastgehouden in het Pentagon. De leider van het Pentagon wil weten hoe ze in Imaginationland zijn geraakt? Stan en Kyle komen erachter dat de regering een poort naar Imaginationland heeft die, tot dusver, nooit gewerkt heeft. Inmiddels is Eric Cartman op weg naar Washington om Kyle te vinden. Eric had namelijk met Kyle gewed dat als Eric kon bewijzen dat Leprechauns bestonden, Kyle aan Cartmans ballen moest likken. En Cartman won de weddenschap. Kyle werd gedwongen om aan Cartmans ballen te likken maar werd door de regering opgehaald.
In het Pentagon bij de poort naar Imaginationland herinneren Kyle en Stan dat er een liedje moest worden gezongen voordat je in Imaginationland kon komen. Het 'Imagination Lied'. De tekst is niet moeilijk, maar de klanken en tonen wel. Na een tijdje proberen gaat de poort opeens open.
De slechte figuren hebben zich verzameld om te overleggen wat ze gaan doen. Maar er ontstaat al snel ruzie tussen een Minotaurus, ManBearPig, een Ork en andere antagonisten. Maar dan komen de bosdieren uit Cartmans Kerstverhaal naar voren en zeggen dat ze aan dezelfde kant horen en niet moeten ruziën.
Butters, Snarf en de Lollykoning reizen door een bos totdat ze opeens de slechte figuren zien. Ze hebben Strawberry Shortcake gevangen en martelen haar. Uiteindelijk steekt Jason Voorhees haar oog eruit en de Minotaurus wil haar vermoorden maar de bosdieren houden hem tegen. Ze willen ervoor zorgen dat ze aan aids sterft dus gaan ze het bos in om iemand met aids te vinden. Butters, Snarf en de Lollykoning vluchten.
De regering stuurt wat soldaten en Kurt Russell door de poort om vrede te brengen. Ze houden contact en kunnen elkaar verstaan. Dan valt Cartman binnen en laat zijn contract zien. Kyle wordt met Cartman naar een aparte kamer gestuurd om daar aan zijn ballen te likken. De soldaten zeggen dat ze wat pratende Kerst bosdierjes zien. Stan herinnert zich Cartmans Kerstverhaal en raakt in paniek. De bosdieren verkrachten Kurt Russell en de soldaten. Later komt er iets door de poort. Cartman en Kyle, die dankzij het tijdrekken van Cartman nog steeds niet aan zijn ballen gelikt heeft, moeten hun kamer verlaten en teruggaan naar de poort. ManBearPig komt uit de poort en vermoordt twee mensen en wurgt Kyle. Dankzij een medewerker wordt ManBearPig teruggezogen... Maar Stan ook. Kyle lijkt dood en een dokter kan hem niet redden. Hij zegt dat Kyle nu in ieder geval niet aan iemands ballen hoeft te likken. Cartman probeert alles en slaat Kyle een paar keer. Daardoor krijgt Kyle opeens weer lucht waardoor Cartman opnieuw zijn leven heeft gered.
Butters, Snarf en de Lollykoning komen aan bij kasteel Zonlicht en ze willen snel naar binnen gaan, maar de bewakers arresteren Butters want hij kan zich niet identificeren als een fantasie figuur. Butters wordt naar de Raad van Negen gebracht. Dat is een Raad met de negen meest aanbeden fantasiefiguren. De Raad bestaat uit: Aslan, Gandalf, Glinda, Jezus, Luke Skywalker, Morpheus, Popeye, Wonder Woman en Hercules. De Raad ontmoet Butters en denken dat hij “De Sleutel” is. Een legendarische held die iedereen kan redden. Aslan zegt tegen Butters dat als hij maar in zichzelf gelooft alles goed zal komen.
De regering besluit een atoombom door de poort te sturen en Imaginationland te vernietigen. Ze staan klaar om het te doen...
Kyle ligt in het ziekenhuis. Cartman staat naast zijn bed en fluistert: “Wakker worden, Kyle.” En Kyle wordt wakker. Wordt vervolgd.

## Culturele verwijzingen
- De poort naar Imaginationland is een verwijzing naar de film Stargate
- De scène waarin Cartman Kyle's leven redt is een verwijzing naar de film The Abyss